# Azgam
Azgam (persiska: ازگم) är en ort i Iran.   Den ligger i provinsen Gilan, i den nordvästra delen av landet, 260 km nordväst om huvudstaden Teheran. Antalet invånare är 384.
Terrängen runt Azgam är platt. Runt Azgam är det ganska tätbefolkat, med 120 invånare per kvadratkilometer. Närmaste större samhälle är Bandar-e Anzalī, 17,2 km nordost om Azgam. Trakten runt Azgam består till största delen av jordbruksmark.